# Kool DJ Red Alert

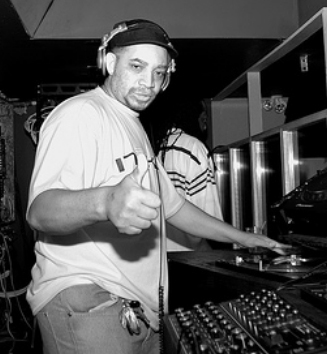
Kool DJ Red Alert (2004)

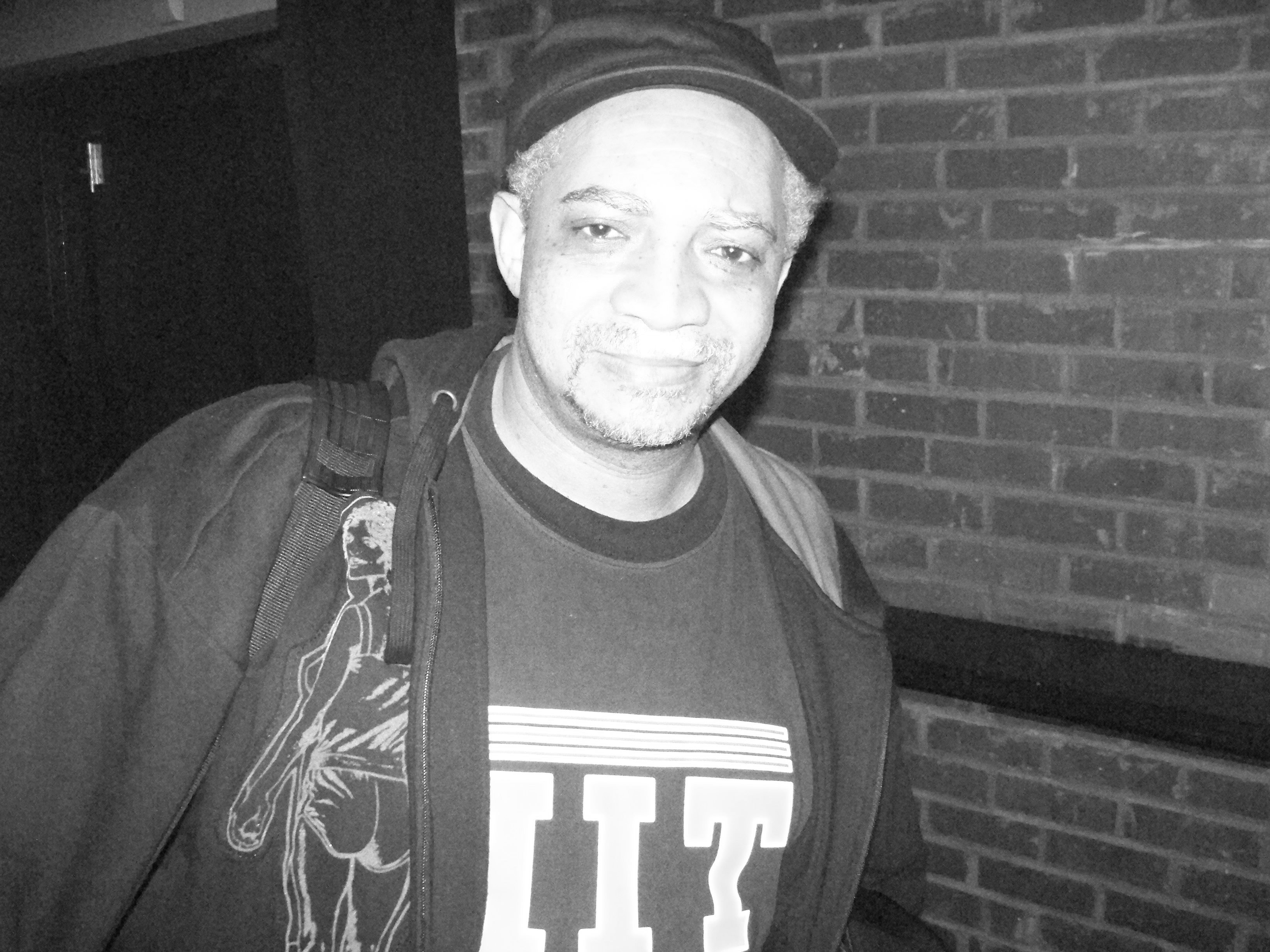
Kool DJ Red Alert (2008)

Kool DJ Red Alert, bürgerlich Frederick („Fred“) Crute, (* 27. November 1956 in Antigua, Westindische Inseln) ist ein US-amerikanischer Disc Jockey und Hip-Hop-Produzent. Er arbeitet zusätzlich noch als Disc Jockey im Radio. Kool DJ Red Alert ist einer der Pioniere des Hip-Hops.
Kool DJ Red Alert ist antiguanischer Herkunft. Er wuchs bei seinen Großeltern mütterlicherseits in Harlem, New York City auf. Er hatte in den 1980er Jahren eine kleine Hip-Hop-Plattenfirma namens Red Alert Productions (RAP), die die Karrieren von Native Tongues Posses ankurbelte, wie etwa die Jungle Brothers, A Tribe Called Quest und Monie Love. Red Alert Productions war neben Russell Simmons Hip-Hop-Label Rush Artist Management und Cold Chillin’ Records einer der wenigen Plattenfirmen, die sich mit Hip-Hop-Interpreten beschäftigten.
Kool DJ Red Alert arbeitete im New Yorker Radiosender WRKS (98.7 KISS FM) über elf Jahre lang und für WQHT (Hot 97) für sieben Jahre. Er nahm auch an der Mix-Show Article One von Youth Radio 92.5 in St. Martin auf den Amerikanischen Jungferninseln teil, die durch den Sirius-Satellite-Radio-Sender Backspin übertragen wurde. 2008 hatte Kool DJ Red Alert sein 25. Jubiläum als Radio-Disc-Jockey.
Kool DJ Red Alert bekam im Juni 2003 einen Stern auf dem Bronx Walk of Fame. Er erschien in über 50 Musikvideos.